# La Cigale
La Cigale är ett i Paris 1876 stiftat artistiskt och litterärt förbund av provensaler. 
Antalet av dess medlemmar, som kallas cigaliers, får inte överstiga 200. Förbundet reste 1887 i Meudon en byst över François Rabelais. Dess organ är La Cigale. 